# (74008) 1998 FM103
(74008) 1998 FM103 – planetoida z pasa głównego asteroid okrążająca Słońce w ciągu 3,65 lat w średniej odległości 2,37 j.a. Odkryta 31 marca 1998 roku.